# Komintern

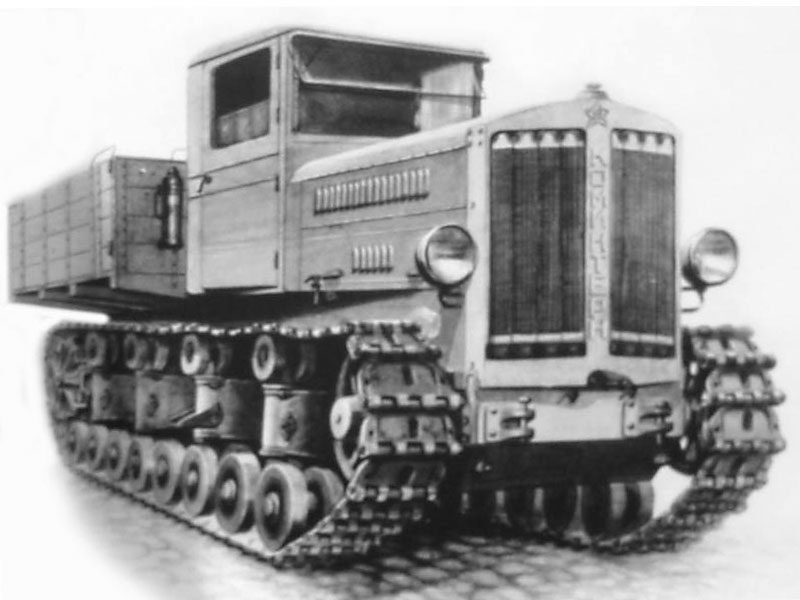
Pásový tahač těžkých děl Komintern

Komintern (rusky: Коминтерн) byl sovětský pásový tahač těžkých děl, který byl používán v druhé světové válce. První prototyp stroje byl postaven na podvozku tanku T-24 v roce 1931. Sériová výroba byla zahájena v roce 1934. Před začátkem války byla převážná část strojů nasazena na Dálném východě, velký počet používal průmysl. Do roku 1941 bylo vyrobeno přes 2000 kusů těchto tahačů, které byly schopny táhnout kanóny do ráže 152 mm. V roce 1945 používala Rudá armáda 568 kusů těchto tahačů k transportu děl a houfnic.

## Technické údaje
- Hmotnost: 10,5 t
- Nosnost: 2 t
- Hmotnost přívěsu: 12 t
- Délka: 5,7 m
- Šířka: 2,2 m
- Výška: 2,6 m
- Posádka : 2 (v kabině) + 12 (v nákl. prostoru)
- Motor: KIN
- Výkon motoru: 131 koní (hp)
- Max. rychlost: 30 km/h
- Dojezd: 220 km (po silnici), 170 km (v terénu)
- Zásoba paliva: 550 l